# Chlorophorus ruficornis
Chlorophorus ruficornis là một loài bọ cánh cứng trong họ Cerambycidae.